# Premio BAFTA al Mejor Juego
El Premio BAFTA al Mejor Juego es un premio entregado anualmente por la Academia Británica de las Artes Cinematográficas y de la Televisión (BAFTA, por sus siglas en inglés). Es entregado al «mejor juego del año, de cualquier género o plataforma». La primera ceremonia se celebró en 2004, donde Infinity Ward y Activision recibieron el premio por Call of Duty. En la ceremonia de 2004 este premio se llamó Juego del Año - El Mejor Juego del Año.
Desde su creación, este premio se le ha entregado a 14 juegos. Como desarrolladoras, Valve Corporation (2003-2004 y 2011) y Naughty Dog (2013 y 2016), son las empresas más ganadoras en esta categoría, con dos premios. Como distribuidoras, Activision (2002-2003 y 2014), Valve Corporation (2003-2004 y 2011) y Bethesda Softworks (2012 y 2015), son las más ganadoras con dos premios cada una. La división Nintendo Entertainment Analysis and Development fue nominada en seis ocasiones, más que cualquier otro desarrollador. Electronic Arts es el distribuidor más nominado, con 12 nominaciones.

## Ganadores y nominados
|  | Ganador |

| Año       | Juego                                                  | Desarrolladores                                                     | Distribuidores                                            | Ref.   |
| --------- | ------------------------------------------------------ | ------------------------------------------------------------------- | --------------------------------------------------------- | ------ |
| 2002-2003 | Call of Duty                                           | Infinity Ward                                                       | Activision                                                | [ 2 ]  |
| 2003-2004 | Half-Life 2                                            | Valve Corporation                                                   | Valve Corporation, Sierra Entertainment                   | [ 3 ]  |
| 2003-2004 | FIFA Football 2005                                     | EA Canada                                                           | Electronic Arts                                           | [ 3 ]  |
| 2003-2004 | Football Manager 2005                                  | Sports Interactive                                                  | Sega                                                      | [ 3 ]  |
| 2003-2004 | Grand Theft Auto: San Andreas                          | Rockstar North                                                      | Rockstar Games                                            | [ 3 ]  |
| 2003-2004 | Halo 2                                                 | Bungie                                                              | Microsoft Game Studios                                    | [ 3 ]  |
| 2003-2004 | Pro Evolution Soccer 4                                 | Konami Computer Entertainment Tokyo                                 | Konami                                                    | [ 3 ]  |
| 2005-2006 | Tom Clancy's Ghost Recon Advanced Warfighter           | Ubisoft Paris, Ubisoft Red Storm, Ubisoft Shanghai, Darkworks, Grin | Ubisoft                                                   | [ 4 ]  |
| 2005-2006 | Black                                                  | Criterion Games                                                     | Electronic Arts                                           | [ 4 ]  |
| 2005-2006 | Dr. Kawashima's Brain Training: How Old Is Your Brain? | Nintendo SPD                                                        | Nintendo                                                  | [ 4 ]  |
| 2005-2006 | Guitar Hero                                            | Harmonix                                                            | RedOctane                                                 | [ 4 ]  |
| 2005-2006 | Hitman: Blood Money                                    | IO Interactive                                                      | Eidos Interactive                                         | [ 4 ]  |
| 2005-2006 | Lego Star Wars II: The Original Trilogy                | Traveller's Tales                                                   | LucasArts                                                 | [ 4 ]  |
| 2006-2007 | BioShock                                               | 2K Boston, 2K Australia                                             | 2K Games                                                  | [ 5 ]  |
| 2006-2007 | Crysis                                                 | Crytek Frankfurt                                                    | Electronic Arts                                           | [ 5 ]  |
| 2006-2007 | Gears of War                                           | Epic Games                                                          | Microsoft Game Studios                                    | [ 5 ]  |
| 2006-2007 | Guitar Hero II                                         | Harmonix                                                            | Activision                                                | [ 5 ]  |
| 2006-2007 | Kane & Lynch: Dead Men                                 | IO Interactive                                                      | Eidos Interactive                                         | [ 5 ]  |
| 2006-2007 | Wii Sports                                             | Nintendo EAD                                                        | Nintendo                                                  | [ 5 ]  |
| 2007-2008 | Super Mario Galaxy                                     | Nintendo EAD Tokyo                                                  | Nintendo                                                  | [ 6 ]  |
| 2007-2008 | Call of Duty 4: Modern Warfare                         | Infinity Ward                                                       | Activision                                                | [ 6 ]  |
| 2007-2008 | Fallout 3                                              | Bethesda Game Studios                                               | Bethesda Softworks                                        | [ 6 ]  |
| 2007-2008 | Fable II                                               | Lionhead Studios                                                    | Microsoft Game Studios                                    | [ 6 ]  |
| 2007-2008 | Grand Theft Auto IV                                    | Rockstar North                                                      | Rockstar Games                                            | [ 6 ]  |
| 2007-2008 | Rock Band                                              | Harmonix, Pi Studios                                                | MTV Games, Electronic Arts                                | [ 6 ]  |
| 2009      | Batman: Arkham Asylum                                  | Rocksteady Studios                                                  | Eidos Interactive, Warner Bros. Interactive Entertainment | [ 7 ]  |
| 2009      | Assassin's Creed II                                    | Ubisoft Montreal                                                    | Ubisoft                                                   | [ 7 ]  |
| 2009      | Call of Duty: Modern Warfare 2                         | Infinity Ward                                                       | Activision                                                | [ 7 ]  |
| 2009      | FIFA 10                                                | EA Canada, HB Studios, Sumo Digital, Exient Entertainment           | Electronic Arts                                           | [ 7 ]  |
| 2009      | Left 4 Dead 2                                          | Valve Corporation                                                   | Valve Corporation                                         | [ 7 ]  |
| 2009      | Uncharted 2: Among Thieves                             | Naughty Dog                                                         | Sony Computer Entertainment                               | [ 7 ]  |
| 2010      | Mass Effect 2                                          | BioWare                                                             | Electronic Arts                                           | [ 8 ]  |
| 2010      | Assassin's Creed: Brotherhood                          | Ubisoft Montreal                                                    | Ubisoft                                                   | [ 8 ]  |
| 2010      | FIFA 11                                                | EA Canada, HB Studios, Exient Entertainment                         | Electronic Arts                                           | [ 8 ]  |
| 2010      | Heavy Rain                                             | Quantic Dream                                                       | Sony Computer Entertainment                               | [ 8 ]  |
| 2010      | Limbo                                                  | Playdead                                                            | Microsoft Studios                                         | [ 8 ]  |
| 2010      | Super Mario Galaxy 2                                   | Nintendo EAD Tokyo                                                  | Nintendo                                                  | [ 8 ]  |
| 2011      | Portal 2                                               | Valve Corporation                                                   | Valve Corporation                                         | [ 9 ]  |
| 2011      | Batman: Arkham City                                    | Rocksteady Studios                                                  | Warner Bros. Interactive Entertainment                    | [ 9 ]  |
| 2011      | FIFA 12                                                | EA Canada                                                           | Electronic Arts                                           | [ 9 ]  |
| 2011      | L.A. Noire                                             | Team Bondi                                                          | Rockstar Games                                            | [ 9 ]  |
| 2011      | The Elder Scrolls V: Skyrim                            | Bethesda Game Studios                                               | Bethesda Softworks                                        | [ 9 ]  |
| 2011      | The Legend of Zelda: Skyward Sword                     | Nintendo EAD                                                        | Nintendo                                                  | [ 9 ]  |
| 2012      | Dishonored                                             | Arkane Studios                                                      | Bethesda Softworks                                        | [ 10 ] |
| 2012      | Far Cry 3                                              | Ubisoft Montreal                                                    | Ubisoft                                                   | [ 10 ] |
| 2012      | FIFA 13                                                | EA Canada                                                           | Electronic Arts                                           | [ 10 ] |
| 2012      | Journey                                                | Thatgamecompany                                                     | Sony Computer Entertainment                               | [ 10 ] |
| 2012      | Mass Effect 3                                          | BioWare, Straight Right                                             | Electronic Arts                                           | [ 10 ] |
| 2012      | The Walking Dead                                       | Telltale Games                                                      | Telltale Games                                            | [ 10 ] |
| 2013      | The Last of Us                                         | Naughty Dog                                                         | Sony Computer Entertainment                               | [ 11 ] |
| 2013      | Assassin's Creed IV: Black Flag                        | Ubisoft Montreal                                                    | Ubisoft                                                   | [ 11 ] |
| 2013      | Grand Theft Auto V                                     | Rockstar North                                                      | Rockstar Games                                            | [ 11 ] |
| 2013      | Papers, Please                                         | 3909                                                                | 3909                                                      | [ 11 ] |
| 2013      | Super Mario 3D World                                   | Nintendo EAD Tokyo, 1-UP Studio                                     | Nintendo                                                  | [ 11 ] |
| 2013      | Tearaway                                               | Media Molecule                                                      | Sony Computer Entertainment                               | [ 11 ] |
| 2014      | Destiny                                                | Bungie                                                              | Activision                                                | [ 12 ] |
| 2014      | Alien: Isolation                                       | The Creative Assembly                                               | Sega                                                      | [ 12 ] |
| 2014      | Dragon Age: Inquisition                                | BioWare                                                             | Electronic Arts                                           | [ 12 ] |
| 2014      | Mario Kart 8                                           | Nintendo EAD                                                        | Nintendo                                                  | [ 12 ] |
| 2014      | La Tierra Media: Sombras de Mordor                     | Monolith Productions, Behaviour Interactive                         | Warner Bros. Interactive Entertainment                    | [ 12 ] |
| 2014      | Monument Valley                                        | ustwo Games                                                         | ustwo Studio                                              | [ 12 ] |
| 2015      | Fallout 4                                              | Bethesda Game Studios                                               | Bethesda Softworks                                        | [ 13 ] |
| 2015      | Everybody's Gone to the Rapture                        | The Chinese Room, SCE Santa Monica Studio                           | Sony Computer Entertainment                               | [ 13 ] |
| 2015      | Life Is Strange                                        | Dontnod Entertainment                                               | Square Enix                                               | [ 13 ] |
| 2015      | Metal Gear Solid V: The Phantom Pain                   | Kojima Productions                                                  | Konami Digital Entertainment                              | [ 13 ] |
| 2015      | Rocket League                                          | Psyonix                                                             | Psyonix                                                   | [ 13 ] |
| 2015      | The Witcher 3: Wild Hunt                               | CD Projekt RED                                                      | CD Projekt                                                | [ 13 ] |
| 2016      | Uncharted 4: A Thief's End                             | Naughty Dog                                                         | Sony Interactive Entertainment                            | [ 14 ] |
| 2016      | Firewatch                                              | Campo Santo                                                         | Panic                                                     | [ 14 ] |
| 2016      | Inside                                                 | Playdead                                                            | Playdead                                                  | [ 14 ] |
| 2016      | Overwatch                                              | Blizzard Entertainment                                              | Blizzard Entertainment                                    | [ 14 ] |
| 2016      | Stardew Valley                                         | ConcernedApe                                                        | Chucklefish Games                                         | [ 14 ] |
| 2016      | Titanfall 2                                            | Respawn Entertainment                                               | Electronic Arts                                           | [ 14 ] |
| 2017      | What Remains of Edith Finch                            | Giant Sparrow                                                       | Annapurna Interactive                                     | [ 15 ] |
| 2017      | Assassin's Creed: Origins                              | Ubisoft Montreal                                                    | Ubisoft                                                   | [ 15 ] |
| 2017      | Hellblade: Senua's Sacrifice                           | Ninja Theory                                                        | Ninja Theory                                              | [ 15 ] |
| 2017      | Horizon Zero Dawn                                      | Guerrilla Games                                                     | Sony Interactive Entertainment                            | [ 15 ] |
| 2017      | The Legend of Zelda: Breath of the Wild                | Nintendo                                                            | Nintendo                                                  | [ 15 ] |
| 2017      | Super Mario Odyssey                                    | Nintendo                                                            | Nintendo                                                  | [ 15 ] |
| 2018      | God of War                                             | Santa Monica Studio                                                 | Sony Interactive Entertainment                            | [ 16 ] |
| 2018      | Assassin's Creed: Odyssey                              | Ubisoft Quebec                                                      | Ubisoft                                                   | [ 16 ] |
| 2018      | Astro Bot: Rescue Mission                              | SIE Japan Studio                                                    | Sony Interactive Entertainment                            | [ 16 ] |
| 2018      | Celeste                                                | Matt Makes Games Inc.                                               | Matt Makes Games Inc.                                     | [ 16 ] |
| 2018      | Red Dead Redemption 2                                  | Rockstar Games                                                      | Rockstar Games                                            | [ 16 ] |
| 2018      | Return of the Obra Dinn                                | Lucas Pope                                                          | 3909                                                      | [ 16 ] |
| 2019      | Outer Wilds                                            | Mobius Digital                                                      | Annapurna Interactive                                     | [ 17 ] |
| 2019      | Control                                                | Remedy Entertainment                                                | 505 Games                                                 | [ 17 ] |
| 2019      | Disco Elysium                                          | ZA/UM                                                               | ZA/UM                                                     | [ 17 ] |
| 2019      | Luigi's Mansion 3                                      | Next Level Games                                                    | Nintendo                                                  | [ 17 ] |
| 2019      | Sekiro: Shadows Die Twice                              | FromSoftware                                                        | Activision                                                | [ 17 ] |
| 2019      | Untitled Goose Game                                    | House House                                                         | Panic Inc.                                                | [ 17 ] |
| 2020      | The Last of Us Part II                                 | Naughty Dog                                                         | Sony Interactive Entertainment                            | [ 18 ] |
| 2020      | Ghost of Tsushima                                      | Sucker Punch Productions                                            | Sony Interactive Entertainment                            | [ 18 ] |
| 2020      | Animal Crossing: New Horizons                          | Nintendo EPD                                                        | Nintendo                                                  | [ 18 ] |
| 2020      | Half-Life: Alyx                                        | Valve Corporation                                                   | Valve Corporation                                         | [ 18 ] |
| 2020      | Hades                                                  | Supergiant Games                                                    | Supergiant Games                                          | [ 18 ] |
| 2020      | Spider-Man: Miles Morales                              | Insomniac Games                                                     | Sony Interactive Entertainment                            | [ 18 ] |
| 2021      | Returnal                                               | Housemarque                                                         | Sony Interactive Entertainment                            | [ 19 ] |
| 2021      | Deathloop                                              | Arkane Studios                                                      | Bethesda Softworks                                        | [ 19 ] |
| 2021      | Forza Horizon 5                                        | Playground Games                                                    | Xbox Game Studios                                         | [ 19 ] |
| 2021      | Inscryption                                            | Daniel Mullins Games                                                | Devolver Digital                                          | [ 19 ] |
| 2021      | It Takes Two                                           | Hazelight Studios                                                   | Electronic Arts                                           | [ 19 ] |
| 2021      | Ratchet & Clank: Rift Apart                            | Insomniac Games                                                     | Sony Interactive Entertainment                            | [ 19 ] |
| 2022      | Vampire Survivors                                      | Poncle                                                              | Poncle                                                    | [ 20 ] |
| 2022      | Elden Ring                                             | FromSoftware                                                        | Bandai Namco Entertainment                                | [ 20 ] |
| 2022      | God of War: Ragnarök                                   | Santa Monica Studio                                                 | Sony Interactive Entertainment                            | [ 20 ] |
| 2022      | Marvel Snap                                            | Second Dinner                                                       | Nuverse                                                   | [ 20 ] |
| 2022      | Stray                                                  | BlueTwelve Studio                                                   | Annapurna Interactive                                     | [ 20 ] |
| 2022      | Cult of the Lamb                                       | Massive Monster                                                     | Devolver Digital                                          | [ 20 ] |